# Afroscaphium striatulum
Genre
Afroscaphium striatulum est une espèce de coléoptères de la famille des Staphylinidae et de la sous-famille des Scaphidiinae.

## Répartition et habitat
Cette espèce est décrite de République démocratique du Congo.

## Taxinomie
L'espèce est décrite en 1989 par l'entomologiste Ivan Löbl.